# BRIT Awards 2014
34-я ежегодная церемония вручения наград BRIT Awards прошла 19 февраля 2014 года в Лондоне на стадионе «O2 Арена». Вел премию, как по традиции, британский актер и ведущий Джеймс Корден. Номинантов было объявлено 9 января на специальном мероприятии, на котором среди кандидатов присутствовали Элли Голдинг, Джесси Джей и Джейк Багг. Лидером по числу номинаций стал альтернативный рок-коллектив Bastille, с четырьмя номинациями также значится электронный дуэт Disclosure.
Заранее, британскому исполнителю Сэму Смиту была вручена награда присуждённая критиками. Во время проведения церемонии, она также транслировалась на британском телеканале «ITV» и радиостанции «BBC Radio 1».

## Номинации
Победители отмечены галочкой.
Британский исполнитель года:
- Джейк Багг
- Том Оделл
- Дэвид Боуи
- Джон Ньюман
- Джеймс Блейк

Международный исполнитель года:
- Эминем
- Бруно Марс
- Джон Грант
- Дрейк
- Джастин Тимберлейк

Британская исполнительница года:
- Элли Голдинг
- Бёрди
- Лора Марлинг
- Джесси Джей
- Лора Мвула

Международная исполнительница года:
- Кэти Перри
- Пинк
- Жанель Монэ
- Лорд
- Леди Гага

Британская группа года:
- Arctic Monkeys
- One Direction
- Disclosure
- Bastille
- Rudimental

Международная группа года:
- Маклемор и Райан Льюис
- Kings Of Leon
- Daft Punk
- Haim
- Arcade Fire

Британский прорыв года:
- Bastille
- London Grammar
- Том Оделл
- Лора Мвула
- Disclosure

Британский альбом года:
- Дэвид Боуи — «The Next Day»
- Arctic Monkeys — «AM»
- Disclosure — «Settle»
- Bastille — «Bad Blood»
- Rudimental — «Home»

Британский сингл года:
- Элли Голдинг — «Burn»
- Пассенждер — «Let Her Go»
- Ноти Бой и Сэм Смит — «La La La»
- Джон Ньюман — «Love Me Again»
- One Direction — «One Way Or Another (Teenage Kicks)»
- Rudimental и Элла Эйр — «Waiting All Night»
- Bastille — «Pompeii»
- Кельвин Харрис и Элли Голдинг — «I Need Your Love»
- Disclosure и AlunaGeorge — «White Noise»
- Олли Мёрс — «Dear Darlin'»

Британский видеоклип года:
- Кельвин Харрис и Элли Голдинг — «I Need Your Love»
- Джон Ньюман — «Love Me Again»
- Ноти Бой и Сэм Смит — «La La La»
- Элли Голдинг — «Burn»
- One Direction — «Best Song Ever»

Британский продюсер года:
- Флад и Алан Молдер
- Итан Джонс
- Пол Эпворт